# Flaci Illiric
Flaci Illiric (llatí: Matthias Flacius Illyricus)  (Labin, 3 de març de 1520 - Frankfurt del Main, 11 de març de 1575) Mattia Flaci, anomenat Illiric, en croat Matija Vlačić era un teòleg i reformador luterà.
És el primer que cerca una interpretació de la Reforma mitjançant la història; Flaci i el seu grup d'escriptors anomenats Centuriadors de Magdeburg plantegen el problema en termes històrics. Flaci remarca que la història havia estat desnaturalitzada per l'Església i obri el debat sobre la funció de l'Església antiga i la seua relació amb la de l'època de la Reforma.
Els Centuriadors arriben a considerar, després d'una anàlisi objectiva de la història de les dades cristianes de l'Església primitiva, que la interpretació teològica de la Reforma i la realització eclesial luterana eren les úniques veritables. Amb aquesta interpretació, la Reforma passava de ser una interpretació autèntica del cristianisme a representar l'única Església de Crist.

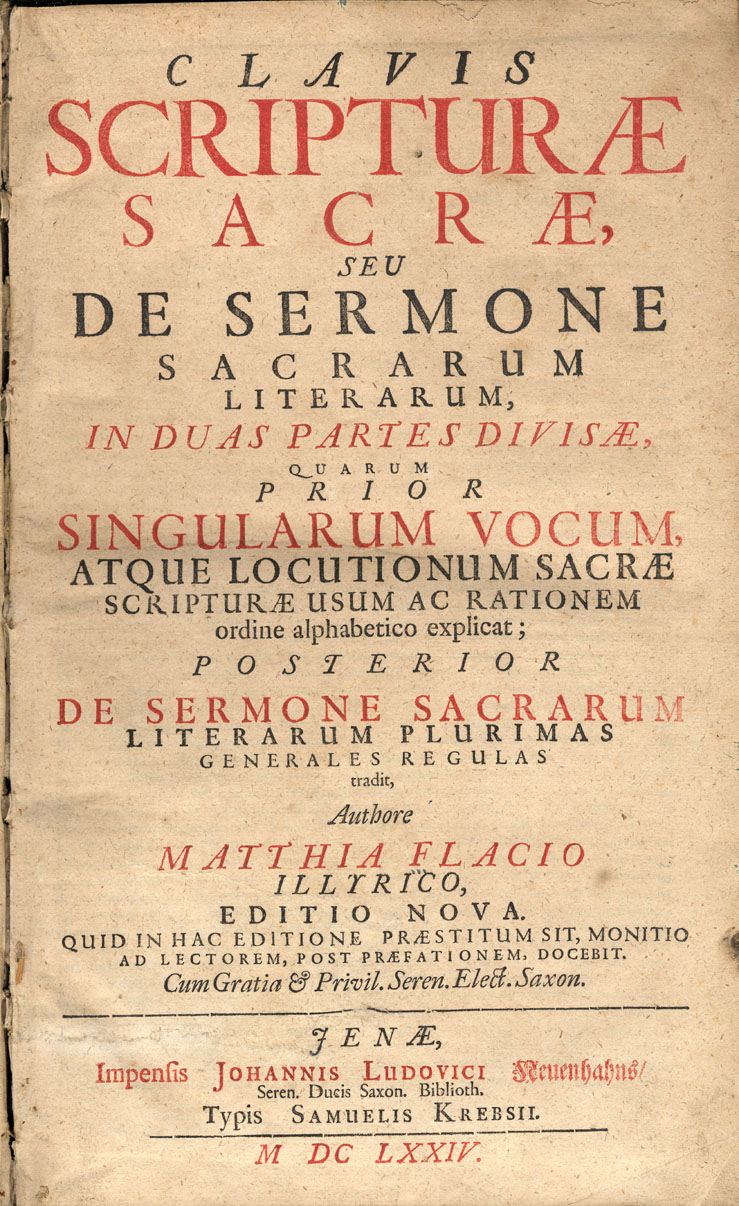
Clavis scripturae sacrae, 2a edició, 1674

## Obres
- De vocabulo fidei (1549)
- De voce et re fidei (1555)
- Catalogus testium veritatis, qui ante nostram aetatem reclamarunt Papae (1556)
- Confessio Waldensium (1558)
- Konfutationsbuch (1559)
- Ecclesiastica historia, integram Ecclesiae Christi ideam ... secundum singulas Centúries, perspicuo ordine complectens ... exvetustissimis historicis ...congesta: Per aliquot studiosos et pios viros in urbs Magdeburgica (1559-1574)
- Clavis Scripturae Sacrae seu de Sermone Sacrarum literarum (1567)
- Glossa compendiaria in Novum Testamentum (1570)